# Francesco Carlini
Pour les articles homonymes, voir Carlini.
Francesco Carlini (7 janvier 1783 - 29 août 1862) est un astronome italien. 

## Biographie
Carlini est né à Milan, il devient directeur de l'Observatoire astronomique de Brera en 1832. Il publie Nuove tavole de Moti apparenti del sole en 1832. En 1810, il avait déjà publié Esposizione di un nuovo metodo di construire le tavole astronomiche applicato alle tavole del sole.
Avec Giovanni Plana, il participe à un projet de géodésie en Autriche et en Italie. Au cours de ce voyage en 1821, il prend des mesures pendulaires au sommet du Mont-Cenis, en Italie, duquel il calcule l'une des premières estimations de la densité et de la masse de la Terre. Il est mort à Milan.
Le cratère Carlini sur la Lune est nommé d'après lui.